# Coppa di Polonia 2011-2012 (pallavolo femminile)
La Coppa di Polonia 2011-2012 si è svolta dal 14 settembre 2011 al 28 gennaio 2012: al torneo hanno partecipato ventisette squadre di club polacche e la vittoria finale è andata per la prima volta al Dąbrowa Górnicza.

## Regolamento
Le squadre hanno disputato un primo turno, secondo turno, terzo turno, quarto turno, quinto turno, quarti di finale, semifinali e finale.

## Squadre partecipanti
| - Aleksandrów Łódzki - Atom Trefl Sopot - AZS Białystok - AZS Kraków - BKS - Budowlani Łódź - Chemik Police - Dąbrowa Górnicza - Gaudia Trzebnica | - Gwardia Wrocław - KSZO Ostrowiec - Legionovia - Murowana Goślina - Muszynianka - Orzeł - Pałac Bydgoszcz - Piast Szczecin - Politechnika Radom | - Pszczyna - PTPS - Rumia - Silesia - Silesia II - Sparta Warszawa - Stal Mielec - UNI Opole - Zawisza Sulechów |

## Torneo

### Tabellone
|  | Quarti di finale | Quarti di finale |  |                  | Semifinali  | Semifinali |  |                  | Finale           | Finale |
|  |                  |                  |  |                  |             |            |  |                  |                  |        |
|  | Pałac Bydgoszcz  | 0                |  |                  |             |            |  |                  |                  |        |
|  | Pałac Bydgoszcz  | 0                |  |                  |             |            |  |                  |                  |        |
|  | Atom Trefl Sopot | 3                |  |                  |             |            |  |                  |                  |        |
|  | Atom Trefl Sopot | 3                |  | Atom Trefl Sopot | 3           |            |  |                  |                  |        |
|  |                  |                  |  | Atom Trefl Sopot | 3           |            |  |                  |                  |        |
|  |                  |                  |  |                  | BKS         | 0          |  |                  |                  |        |
|  | Budowlani Łódź   | 1                |  |                  | BKS         | 0          |  |                  |                  |        |
|  | Budowlani Łódź   | 1                |  |                  |             |            |  |                  |                  |        |
|  | BKS              | 3                |  |                  |             |            |  |                  |                  |        |
|  | BKS              | 3                |  |                  |             |            |  | Atom Trefl Sopot | 1                |        |
|  |                  |                  |  |                  |             |            |  | Atom Trefl Sopot | 1                |        |
|  |                  |                  |  |                  |             |            |  |                  | Dąbrowa Górnicza | 3      |
|  | Gwardia Wrocław  | 0                |  |                  |             |            |  |                  | Dąbrowa Górnicza | 3      |
|  | Gwardia Wrocław  | 0                |  |                  |             |            |  |                  |                  |        |
|  | Dąbrowa Górnicza | 3                |  |                  |             |            |  |                  |                  |        |
|  | Dąbrowa Górnicza | 3                |  | Dąbrowa Górnicza | 3           |            |  |                  |                  |        |
|  |                  |                  |  | Dąbrowa Górnicza | 3           |            |  |                  |                  |        |
|  |                  |                  |  |                  | Muszynianka | 2          |  |                  |                  |        |
|  | PTPS             | 2                |  |                  | Muszynianka | 2          |  |                  |                  |        |
|  | PTPS             | 2                |  |                  |             |            |  |                  |                  |        |
|  | Muszynianka      | 3                |  |                  |             |            |  |                  |                  |        |
|  | Muszynianka      | 3                |  |                  |             |            |  |                  |                  |        |

### Risultati

#### Primo turno
| 14 settembre 2011 ?, ? Durata: ? - Spettatori: ? | Piast Szczecin | 2 - 3 | Zawisza Sulechów | 26-24, 19-25, 25-22, 11-25, 11-15 |

#### Secondo turno
| 12 ottobre 2011 ?, ? Durata: ? - Spettatori: ? | Aleksandrów Łódzki | 0 - 3 | Murowana Goślina | 23-25, 22-25, 20-25        |
| 12 ottobre 2011 ?, ? Durata: ? - Spettatori: ? | Zawisza Sulechów   | 0 - 3 | Chemik Police    | 23-25, 26-28, 18-25        |
| 12 ottobre 2011 ?, ? Durata: ? - Spettatori: ? | Legionovia         | 3 - 1 | Sparta Warszawa  | 25-15, 25-18, 20-25, 25-23 |
| 12 ottobre 2011 ?, ? Durata: ? - Spettatori: ? | Orzeł              | 3 - 0 | Rumia            | 25-0, 25-0, 25-0           |
| 12 ottobre 2011 ?, ? Durata: ? - Spettatori: ? | Pszczyna           | 3 - 0 | Silesia          | 25-23, 25-21, 27-25        |
| 12 ottobre 2011 ?, ? Durata: ? - Spettatori: ? | UNI Opole          | 0 - 3 | Gaudia Trzebnica | 15-25, 18-25, 13-25        |
| 12 ottobre 2011 ?, ? Durata: ? - Spettatori: ? | Silesia II         | 0 - 3 | AZS Kraków       | 18-25, 15-25, 15-25        |
| 12 ottobre 2011 ?, ? Durata: ? - Spettatori: ? | Politechnika Radom | 3 - 1 | KSZO Ostrowiec   | 22-25, 25-16, 25-19, 25-13 |

#### Terzo turno
| 20 novembre 2011 ?, ? Durata: ? - Spettatori: ? | Chemik Police      | 0 - 3 | Murowana Goślina | 15-25, 23-25, 19-25               |
| 23 novembre 2011 ?, ? Durata: ? - Spettatori: ? | Orzeł              | 0 - 3 | Legionovia       | 10-25, 16-25, 11-25               |
| 23 novembre 2011 ?, ? Durata: ? - Spettatori: ? | Gaudia Trzebnica   | 1 - 3 | Pszczyna         | 22-25, 25-18, 21-25, 22-25        |
| 23 novembre 2011 ?, ? Durata: ? - Spettatori: ? | Politechnika Radom | 2 - 3 | AZS Kraków       | 24-26, 17-25, 29-27, 25-22, 15-17 |

#### Quarto turno
| 7 dicembre 2011 ?, ? Durata: ? - Spettatori: ? | Legionovia | 3 - 2 | Murowana Goślina | 25-12, 18-25, 20-25, 25-20, 15-10 |
| 7 dicembre 2011 ?, ? Durata: ? - Spettatori: ? | Pszczyna   | 2 - 3 | AZS Kraków       | 17-25, 25-20, 25-13, 26-28, 11-15 |

#### Quinto turno
| 21 dicembre 2011 ?, ? Durata: ? - Spettatori: ? | Legionovia    | 0 - 3 | Pałac Bydgoszcz | 20-25, 19-25, 37-39               |
| 21 dicembre 2011 ?, ? Durata: ? - Spettatori: ? | Stal Mielec   | 1 - 3 | Budowlani Łódź  | 19-25, 25-23, 16-25, 11-25        |
| 21 dicembre 2011 ?, ? Durata: ? - Spettatori: ? | AZS Kraków    | 2 - 3 | PTPS            | 25-27, 25-23, 15-25, 25-22, 13-15 |
| 21 dicembre 2011 ?, ? Durata: ? - Spettatori: ? | AZS Białystok | 1 - 3 | Gwardia Wrocław | 25-22, 18-25, 19-25, 17-25        |

#### Quarti di finale
| 24 gennaio 2012 ?, ? Durata: ? - Spettatori: ? | Pałac Bydgoszcz | 0 - 3 | Atom Trefl Sopot | 22-25, 13-25, 21-25               |
| 24 gennaio 2012 ?, ? Durata: ? - Spettatori: ? | Budowlani Łódź  | 1 - 3 | BKS              | 21-25, 26-28, 25-20, 19-25        |
| 24 gennaio 2012 ?, ? Durata: ? - Spettatori: ? | Gwardia Wrocław | 0 - 3 | Dąbrowa Górnicza | 16-25, 18-25, 14-25               |
| 25 gennaio 2012 ?, ? Durata: ? - Spettatori: ? | PTPS            | 2 - 3 | Muszynianka      | 25-22, 19-25, 21-25, 25-23, 10-15 |

#### Semifinali
| 27 gennaio 2012 Hala MOSiR, Radom Durata: ? - Spettatori: ? | Atom Trefl Sopot | 3 - 0 | BKS         | 25-20, 25-22, 25-20               |
| 27 gennaio 2012 Hala MOSiR, Radom Durata: ? - Spettatori: ? | Dąbrowa Górnicza | 3 - 2 | Muszynianka | 16-25, 25-21, 29-27, 23-25, 16-14 |

#### Finale
| 28 gennaio 2012 Hala MOSiR, Radom Durata: ? - Spettatori: ? | Atom Trefl Sopot | 1 - 3 | Dąbrowa Górnicza | 25-20, 18-25, 20-25, 24-26 |